# 李希凡
李希凡（1927年12月11日—2018年10月29日），男，汉族，祖籍浙江绍兴，生于北京通州，中国文艺评论家，中国艺术研究院原副院长，中国共产党党员。

## 生平
从13岁起，李希凡在洋服店當學徒，后来在印刷廠当童工。20歲時，他投奔住在山東的姐姐和姐夫，早晚接送外甥上下學﹐夜间給担任山东大学馬克思主義哲學教授的姐夫趙紀彬做筆錄。从此他开始接触并钟情于馬克思主義。此后他成为山東大學文史系旁聽生，后来先后入華東大學幹部培訓班、山东大学中文系。
1953年8月，李希凡毕业于山东大学中文系。从1953年9月到1954年12月，李希凡在中国人民大学哲学研究班学习并毕业。1954年春假期间，李希凡、蓝翎一起撰写了《关于〈红楼梦简论〉及其他》一文，对前不久《光明日報》刊登的俞平伯《紅樓夢研究》的一些观点提出不同看法。该文发表在山东大学《文史哲》杂志1954年第9期，后于《文艺报》1954冬第18期上转载。不久，李希凡、蓝翎共同撰写的《评〈红楼梦研究〉》发表在1954年10月10日《光明日报》“文学遗产”栏目。他们的两篇文章受到了毛泽东肯定。1954年10月16日，毛泽东向中共中央政治局成员及文化等有关部门领导人发出了《关于〈红楼梦〉研究问题的信》。此后掀起了对俞平伯《红楼梦研究》的批判。
1954年，李希凡当选第二届全国政协委员。1955年，出席了第一届全国社会主义建设青年积极分子大会并荣获奖章。1955年1月，李希凡被调入《人民日报》社文艺部，历任文艺评论编辑、文艺评论组组长、文艺部副主任、常务副主任。其间，1975年李希凡当选第四届全国人大代表。
1986年，李希凡调入中国艺术研究院任常务副院长，任职至1996年。他还兼任全国艺术科学规划领导小组常务副组长、中国作家协会全国委员会委员、中国红学会副会长、中国文艺年鉴主编、红楼梦学刊主编等职务。1988年，他当选为中国共产党第十三次全国代表大会代表；1992年当选为中国共产党第十四次全国代表大会代表。1991年起，李希凡享受政府特殊津贴。1993年，李希凡当选第八届全国政协委员。